# 凱爾西·哈什曼
凱爾西·哈什曼（英語：Kelsey Harshman，1996年11月10日—）是一名出生於美國亞利桑那州的壘球選手，司職二壘手，目前效力於國家職業快速壘球聯盟加拿大狂野。她曾隨隊參加2020年夏季奧林匹克運動會壘球比賽，結果獲得銅牌。